# 潘君骅
潘君骅（1930年10月14日—2023年12月18日
），男，江苏常州人，中国应用光学专家，中国工程院院士。长期从事光学仪器领域的研究。

## 生平
潘君骅早年曾就读于嘉兴中学、上海南洋模范中学等校。1949年考入清华大学机械工程系。1952年毕业后在中国科学院长春光学精密机械研究所从事研究工作。1956年前往苏联普尔科沃天文台学习天文光学，并获副博士学位。回国后继续在长春光机所任职。1980年调往中国科学院南京天文仪器研制中心任研究员。此后他主持研制了当时远东最大的2.16米光学天文望远镜。1999年当选为中国工程院信息与电子工程学部院士。